# Tellervo australis
Tellervo australis är en fjärilsart som beskrevs av Blanchard 1853. Tellervo australis ingår i släktet Tellervo och familjen praktfjärilar. Inga underarter finns listade i Catalogue of Life.